# Úrvalsdeild Karla 1918
La Úrvalsdeild Karla 1918 fue la séptima edición del campeonato de fútbol islandés. El campeón fue el Fram que ganó su sexto título. El número de equipos participantes pasó de 3 a 4.

## Tabla de posiciones
|  | Pos. | Equipo          | Pts | PJ | PG | PE | PP | GF | GC | DG |
|  | ---- | --------------- | --- | -- | -- | -- | -- | -- | -- | -- |
|  | 1.   | Fram Reykjavik  | 6   | 3  | 3  | 0  | 0  | 14 | 5  | +9 |
|  | 2.   | Valur Reykjavik | 4   | 3  | 2  | 0  | 1  | 11 | 8  | +3 |
|  | 3.   | Víkingur        | 2   | 3  | 1  | 0  | 2  | 4  | 7  | -3 |
|  | 4.   | KR Reykjavik    | 0   | 3  | 0  | 0  | 3  | 3  | 12 | -9 |

Pts = Puntos; PJ = Partidos jugados; PG = Partidos ganados; PE = Partidos empatados; PP = Partidos perdidos; GF = Goles a favor; GC = Goles en contra; DG = Diferencia de gol